# Los crímenes de la calle Morgue
Los crímenes de la calle Morgue, también conocido como Los asesinatos de la calle Morgue o Los asesinatos de la rue Morgue, es un cuento del género policíaco y de terror del escritor estadounidense Edgar Allan Poe, publicado por primera vez en la revista Graham's Magazine, de Filadelfia, en el mes de abril de 1841. Se trata del primer relato de detectives propiamente dicho de la historia de la literatura, es decir, la primera historia sobre detectives que reúne todos los elementos que más tarde van a retomarse como característicos de las novelas policiales.

## Argumento

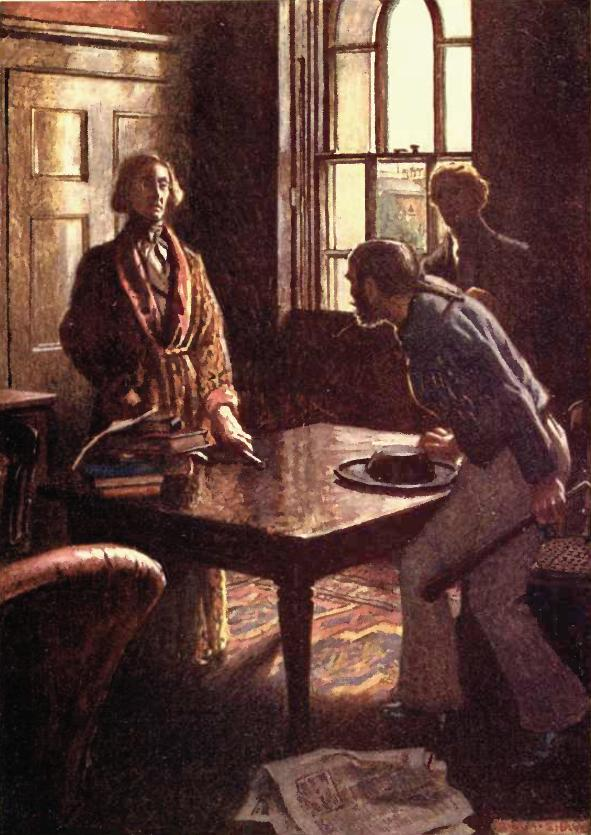
Ilustración de Byam Shaw sobre el cuento, de 1909.

Se produce el bárbaro asesinato de dos mujeres, madame L'Espanaye y mademoiselle Camille L'Espanaye, en un apartamento de una popular calle de París. Las primeras pesquisas que lleva a cabo la brigada de investigaciones de la policía no dan resultado alguno, evidenciándose la ineficacia de sus acciones para esclarecer los hechos. Finalmente se hace cargo del asunto un detective, C. Auguste Dupin, quien, tras intensa y brillante investigación, concluye que el autor de las muertes no es humano...

## Comentario
"Los crímenes de la calle Morgue", aparte del primer relato policíaco, es asimismo el primer misterio de "habitación cerrada", en el que se reta al lector a resolver un enigma aparentemente irresoluble y planteado en un ámbito muy concreto y delimitado. Los temas del cuento son dos esencialmente: la brutalidad ciega y su oponente dialéctico, el raciocinio, o, en un nivel metafórico, las tinieblas y la luz; y, como en todo relato detectivesco que se precie, esta, al final saldrá triunfante.
Al igual que en otras ocasiones, para su composición el autor se inspiró libremente en un caso real, así como, se ha apuntado, en el personaje del inspector de policía parisino Vidocq. Este celebérrimo agente, pues, estaría detrás del inefable protagonista del relato, el detective Monsieur Auguste Dupin (personaje que a su vez, nadie lo pone en duda, constituye el principal modelo para el Sherlock Holmes de Arthur Conan Doyle).
El relato, que se cuenta entre los más largos que escribió Poe, es el primero de una serie que completarán en los años siguientes "El misterio de Marie Rogêt" y "La carta robada". Los tres citados, junto con "El escarabajo de oro" (cuento también de raciocinio, pero de estilo más bien aventurero), evidencian una tendencia muy acusada en su autor, como es la investigación lógica y analítica.
El relato, en efecto, se abre con una disertación de varias páginas sobre el tema, que posiblemente en su día llamaría mucho la atención a los lectores de Graham's Magazine, la revista en que apareció, por centrarse en tema tan novedoso. Así describía Poe en sus primeras líneas esta facultad de la inteligencia:
«El analista halla su placer en esa actividad del espíritu consistente en desenredar.»
Paul Valéry destacó por encima de todas esa singularísima capacidad en el estadounidense: el glorioso intelecto, la inteligencia pura, una de las más preclaras en la historia del arte, asegura el poeta francés, y que Poe desarrolló de modo extenso y con evidente fruición, principalmente en dos planos: en este analítico y materialista de sus relatos de detectives, y en el mucho más abstracto y especulativo de sus relatos llamados metafísicos ("El poder de las palabras", "El coloquio de Monos y Una", etcétera) y su poco y mal comprendida disertación cosmogónica Eureka.
"Los crímenes de la calle Morgue" es singular, dentro de la obra cuentística de Poe, porque en él, como en los otros citados, brilla por su ausencia el componente imaginario y fantasmagórico en el que tanto descolló su autor. «Supongo que bien puedo decir que ninguno de los dos cree en acontecimientos sobrenaturales», declarará Dupin en un momento de su deslumbrante deducción elucidatoria.
Pero en este relato analítico se aprecia algún matiz diferencial con respecto a los posteriores. Siendo Poe su responsable, la truculencia morbosa tenía que aparecer por algún sitio (solo "La carta robada" se muestra limpia e impoluta en ese sentido), máxime habida cuenta de lo escabroso del tema elegido. Así, el resultado final, el intenso escalofrío que produce la historia, parece debido al explosivo cóctel que se ofrece y en el que actúan alternativamente el frío razonamiento inductivo con las dinámicas escenas, aunque solo sugeridas, de violencia monstruosa, algunas de las más terroríficas imaginadas por su autor. La visión paralela, ya lógicamente estática, de las dos mujeres muertas y mutiladas, captadas en abominables posturas, ha sido profusamente reproducida en todos los medios gráficos, y solo parece comparable, por la impresión que produce, a la que remata ese otro portento del espanto que con

## Adaptaciones
- La obra fue adaptada al cine en 1932 y 1971. La primera fue dirigida por Robert Florey y la segunda por Gordon Hessler. Ambas versiones tienen cambios significativos respecto a la historia original de Poe.
- El escritor Velmiro Ayala Gauna (1905~1967) en uno de los cuentos de temática policial de su libro Don Frutos Gómez, el comisario publicado por primera vez en 1960 , llamado El cuarto cerrado, hace referencia al caso de Dupin poniéndolo en boca de un protagonista y ofrece una solución distinta al dilema, presentando un escenario similar con un arma homicida muy particular.

- El grupo británico de heavy metal Iron Maiden tiene una versión musicalizada de esta historia, incluida en su álbum Killers, de 1981. En el mismo, el relato sucede desde el punto de vista del marinero.

- Existen decenas de versiones de este cuento en el formato de cómic.

- En la ópera rock Edgar Allan Poe. Legado de una tragedia la escena 7 es protagonizada por C. Auguste Dupin, quien se nombra a sí mismo como "el primer detective en acción".

- En 2017 se publicó el libro El joven Poe: el misterio de la calle Morgue, escrito por Cuca Canals y basado en el relato original.